# 日内瓦论坛报

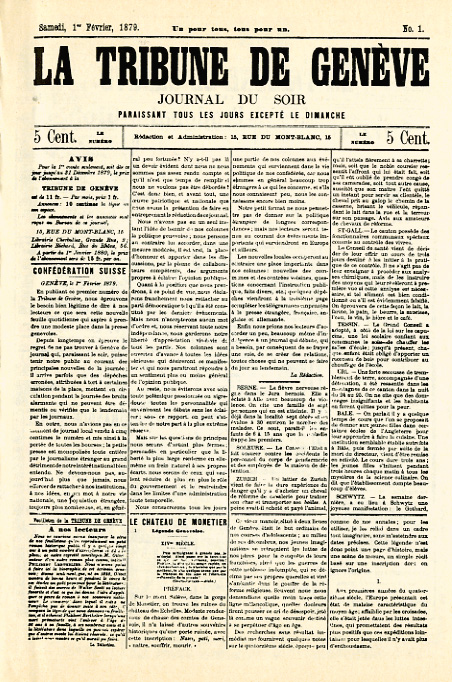
1879年的报样

《日内瓦论坛报》（法語：Tribune de Genève）是瑞士法语区的一份法语报纸。1879年由美国银行家詹姆斯·贝特（James T. Bates）创办。
1991年，报纸归入Edipresse集团旗下，2011年转卖给Tamedia。1994年，其最大竞争对手《瑞士报》破产停刊以来，《日内瓦论坛报》成为日内瓦地区唯一的日报。